# Odorrana yentuensis
Odorrana yentuensis es una especie de anfibio anuro de la familia Ranidae.

## Distribución geográfica yhábitat
Es endémica de montanos del noreste de Vietnam. Su rango altitudinal oscila entre 300 y 500 m s. n. m..